# Maxime Gasteuil
Maxime Gasteuil est un acteur et humoriste français né le 4 juillet 1987 à Talence.

## Biographie

### Jeunesse et études
Maxime Gasteuil grandit dans la ville de Saint-Émilion, où sa famille est installée et possède une entreprise de charpenterie depuis des générations. Son père est ainsi charpentier et il a une petite sœur de 6 ans sa cadette.
Il se passionne tôt pour l'humour grâce à son père et aux DVDs de spectacles de Gad Elmaleh et Jamel Debbouze. Il fait rire ses grands-pères dès l'âge de 6 ans grâce à des imitations de membres de sa famille.
Il part à 17 ans pour Bordeaux où il obtient un baccalauréat professionnel commerce. Il aura plusieurs petits boulots : pompiste, vendangeur, serveur.
En 2007 il obtient un BTS NRC et entame une carrière de commercial. Il vend notamment des vêtements, du mobilier de bar ou encore des cigarettes électroniques
En 2009 afin de se consacrer pleinement à sa passion il s'installe à Paris et suit le cours Simon pendant 3 ans,.

### Carrière
En parallèle du cours Simon il se produit dans les différents cafés théâtres de Paris où il joue des petits sketchs.
En 2014 il débute sur scène au théâtre Le Bout devant une salle de 49 personnes
Il est repéré par Jamel Debbouze au Café Oscar qui lui donne l'opportunité de se produire lors de la saison 8 du Jamel Comedy Club en 2015.
Il consolidera sa notoriété sur les réseaux sociaux, notamment en lançant sa chaîne YouTube et en imitant des célébrités sur Instagram.
Il fait en 2016 la première partie du spectacle Tout est possible de Gad Elmaleh et Kev Adams. Ce dernier l'a repéré au Café Oscar également et décide de coproduire son premier spectacle : Plaisir de vivre. Il se produit aussi en première partie du comédien Arnaud Ducret au Casino de Paris,.
Il participe au Festival du rire de Montreux lors des éditions 2016 et 2017.
En 2018 il débute au cinéma dans Love Addict de Frank Bellocq aux côtés de Kev Adams.
En 2021 il joue son spectacle Maxime Gasteuil arrive en ville, évolution du premier, au Casino de Paris. Il tourne ensuite dans quinze Zéniths à travers la France. Il intègre également la saison 4 de la série télévisée La Petite Histoire de France aux côtés de Alexandra Roth en tant que gaulois cousin de Vercingétorix dans les mines de sel de Marsal.
En 2022 et 2023 il joue son nouveau spectacle Retour aux sources, écrit après avoir passé le confinement chez ses parents Thierry et Antonia. Il joue notamment au théâtre Edouard VII de Paris ou au théâtre Sébastopol de Lille avant de tourner dans les Zéniths. Il sera cependant contraint d'annuler cinq dates de sa tournée pour problèmes de santé.
En 2023 il joue dans La Vie pour de vrai de Dany Boon aux côtés de ce dernier, Kad Merad ou encore Charlotte Gainsbourg.
Il est, avec Édouard Pluvieux, scénariste du film 14 Jours pour aller mieux sorti en mars 2024 dans lequel il joue le rôle principal : son personnage est un cadre parisien au bord du burn-out forcé de participer à un stage de clairvoyance auquel il ne croît pas.
En 2025, il sera à côté de Gérard Jugnot dans la nouvelle comédie d'Édouard Pluvieux Y a pas de réseau.
Le 20 juin 2025, il fait sa première apparition comme sociéataire dans l'émission Les Grosses Têtes animées par Laurent Ruquier sur RTL.

## Vie privée
Maxime Gasteuil est très discret concernant sa vie privée. Il est affiché en juillet 2018 comme le compagnon de Philippine Coupérie Eiffel, arrière-arrière-petite-fille de Gustave Eiffel.
On sait aujourd'hui qu'il n'est pas marié mais en couple et papa d'une petite fille.

## Filmographie

### Acteur

#### Cinéma
- 2018 : Love Addict de Frank Bellocq : Benoît
- 2019 : Mon bébé de Lisa Azuelos : Olivier
- 2019 : Andy de Julien Weill : Agent de voyage
- 2021 : Friendzone de Charles Van Tieghem : Bruno
- 2023 : La Vie pour de vrai de Dany Boon : Didier Lagache
- 2023 : Les SEGPA au ski de Ali Bougheraba et Hakim Bougheraba : Le prof
- 2024 : 14 Jours pour aller mieux d'Édouard Pluvieux : Max
- 2025 : Anges & Cie  de Vladimir Rodionov : Joël
- 2025 : Y'a pas de réseau d'Édouard Pluvieux : Delta

#### Télévision
- 2021-2023 : La Petite Histoire de France (série télévisée, 22 épisodes) : Yorik
- 2021 : Profession comédien (mini-série télévisée, 1 épisode) : lui-même
- 2022 : Tous Inconnus (téléfilm) de Nicolas Hourès : lui-même
- 2023 : D'argent et de sang de Xavier Giannoli : Laurent
- 2024 : Panique au 31 de Gaël Leforestier : Max

### Scénariste
- 2024 : 14 Jours pour aller mieux de Édouard Pluvieux

## Publications
- Le guide du provincial à Paris, Michel Lafon, 2020,  (ISBN 9782749942773)[13].